# Georges Acker
 (juin 2021).
Si vous disposez d'ouvrages ou d'articles de référence ou si vous connaissez des sites web de qualité traitant du thème abordé ici, merci de compléter l'article en donnant les références utiles à sa vérifiabilité et en les liant à la section « Notes et références ».
Pour les articles homonymes, voir Acker.
Georges Acker, né à Laon le 26 août 1905 et mort à Strasbourg le 15 juillet 1968, est un sculpteur français. 

## Biographie
Installé à Thiaucourt en Meurthe-et-Moselle avant la Seconde Guerre mondiale, Georges Acker réalise le monument aux morts de Jouy-aux-Arches en Moselle. Après 1945, il sculpte de nombreuses statues de la Vierge dans les environs de Thiaucourt, utilisant surtout la pierre de Savonnières.

## Quelques-unes de ses réalisations
- Notre-Dame de Bonsecours (église de Thiaucourt)
- Notre-Dame du Rupt-de-Mad (Onville)
- Notre-Dame de Briey
- Sainte-Agathe (Briey)
- Toutes les statues de la nouvelle église de Jarny
- Église de Gravelotte
- Statue de la Vierge (Villers-sous-Prény) (1946)
- Buste du Général Leclerc apposé en médaillon sur le monument de Baccarat (54)
- Monument du capitaine Astier à Jaulny, 1946
- Vierge à l'Enfant, Regina Pacis, à Euvezin, 1945
- Vierge à l'Enfant de l'église de Rettel (Moselle), 1951
- Chemin de croix de l'église de Rettel (Moselle), 1952
- Oratoire Notre-Dame de Bon-Secours à Pagny-sur-Moselle, 1947
- Chemin de croix, statuette de Sainte Barbe, et fonts baptismaux à Essey et Maizerais
- Statuette de Sainte Barbe à Arraye et Han